# Boris Franzewitsch Gulko
Boris Franzewitsch Gulko (russisch Борис Францевич Гулько; * 9. Februar 1947 in Erfurt) ist ein US-amerikanischer Schachgroßmeister russisch-jüdischer Herkunft.

## Werdegang
Gulkos Vorfahren waren nach Russland emigriert. Sein Vater war im Zweiten Weltkrieg Soldat der Roten Armee und später in Thüringen stationiert, wo Gulko zur Welt kam. Gulko begann Anfang der 1960er Jahre Schach zu spielen. Bereits 1966 war er Mitglied der sowjetischen Nationalmannschaft bei der Studentenmannschaftsweltmeisterschaft in Örebro. 1974 gewann er gemeinsam mit Jan Timman in Sombor, 1975 verlieh ihm die FIDE den Titel Internationaler Meister. Er gewann in diesem Jahr gemeinsam mit Witali Zeschkowski und Juri Balaschow das Zonenturnier in Vilnius und qualifizierte sich nach Stichkämpfen für das Interzonenturnier in Biel 1976. In diesem Jahr, in dem er auch das Capablanca-Gedenkturnier in Cienfuegos gewann, verlieh ihm die FIDE den Großmeister-Titel. 1977 gewann er gemeinsam mit Josif Dorfman die UdSSR-Meisterschaft in Leningrad. 
1978, dem Jahr, in dem er erstmals der sowjetischen Auswahl bei der Schacholympiade in Buenos Aires angehörte, stellte er gemeinsam mit seiner Frau, der Großmeisterin der Frauen Anna Achscharumowa, einen Ausreiseantrag nach Israel. Der Ablehnung des Ersuchens folgten eine länger andauernde Überwachung durch den KGB und weitere Repressalien. Das Ehepaar machte durch verschiedene Aktionen (u. a. einen 40-tägigen Hungerstreik) auf seine Situation aufmerksam, doch erst 1986 wurde ihm erlaubt, nach Israel auszuwandern. Kurz darauf wurde der amerikanische Schachverband auf ihn aufmerksam und lud ihn in die USA ein. Gulko hatte bis zu seiner Ausreise verschiedene Erfolge in der UdSSR gefeiert: 1981 gewann er in Wolgodonsk die Erste Liga zur UdSSR-Meisterschaft und die offene Meisterschaft von Moskau vor unter anderem Lew Psachis, David Bronstein, Artur Jussupow, Rafael Vaganian und Andreï Sokolov. 
1987 gewann Gulko in Biel und spielte 1988 erstmals für seine neue Heimat USA auf der Schacholympiade in Thessaloniki. 1993, in jenem Jahr, in dem er mit der USA-Auswahl die Mannschaftsweltmeisterschaft in Luzern gewann, gelang ihm in Groningen beim PCA-Qualifikationsturnier mit 7 aus 11 Punkten und dem geteilten 3.–7. Platz der Sprung in die Kandidatenkämpfe. Gulko traf im Viertelfinale 1994 im New Yorker Trump Tower auf den Briten Nigel Short, dem er im Schnellschachstechen mit 1,5:2,5 unterlag, nachdem der reguläre Wettkampf mit 4:4 (+1 =6 −1) geendet war. Im gleichen Jahr gewann Gulko zum ersten Mal die Meisterschaft der USA, außerdem in Bern. Er gewann 1996 in Las Palmas und 1998 in Cardoza das US-Open gemeinsam mit Judit Polgár. 1999 gewann er erneut die US-Meisterschaft, die nach K.-o.-System ausgespielt wurde, durch einen 2,5:0,5 Finalsieg über Grigori Serper in Salt Lake City. Bei der FIDE-Weltmeisterschaft im K.-o.-System 2000 in Moskau gelangte Gulko bis ins Achtelfinale, wo er Jewgeni Barejew unterlag. 2001 gewann er gemeinsam mit Jan Timman in Malmö. Gulko war auch für die FIDE-Schachweltmeisterschaft 2004 in Tripolis qualifiziert. Wegen antiisraelischen Äußerungen libyscher Funktionäre und Benachteiligungen für Spieler mit israelischem Reisepass kam es zu Protesten gegen die Veranstalter und die FIDE, denen sich Gulko mit einem offenen Brief an den Präsidenten der FIDE anschloss. Er gehörte zu einer Gruppe von Spielern, die ihre Teilnahme schließlich absagten. Seit 2004 trägt Gulko den Titel FIDE Senior Trainer.
Gulko lebt gemeinsam mit seiner Frau Anna Achscharumowa (* 1957) in Fair Lawn (New Jersey). Achscharumowa ist Großmeisterin der Frauen und stand 1990 auf dem 9. Platz der FIDE-Weltrangliste der Frauen. 
Seit 2009 schreibt Gulko wöchentlich eine Kolumne für die russischsprachige US-amerikanische Zeitung Ewrejskij mir (Jüdische Welt), wo er sich mit der Rolle des Judentums in der modernen Welt auseinandersetzt.
Gulko hat nach dem im November 2013 in Poděbrady ausgetragenen Wettkampf Snowdrops vs. Old Hands keine Elo-gewertete Partie mehr gespielt und wird daher bei der FIDE als inaktiv geführt.
Er gehört zu den wenigen Spielern, die eine positive Bilanz gegen Garri Kasparow aufzuweisen haben: Er gewann drei Partien bei einer Niederlage und vier Remis.

## Nationalmannschaft
Gulko nahm an zehn Schacholympiaden teil, 1978 erreichte er mit der Sowjetunion den zweiten Platz, von 1988 bis 2004 nahm er mit den USA an allen Schacholympiaden teil und erreichte 1990 und 1998 den zweiten, 1996 den dritten Platz. Mit den Vereinigten Staaten nahm er an den Mannschaftsweltmeisterschaften 1993, 1997 und 2005 teil. Er gewann 1993 mit der Mannschaft und erreichte 1997 den zweiten Platz.

## Vereine
In der sowjetischen Vereinsmeisterschaft spielte Gulko 1971, 1974 und 1976 beim Meister Burewestnik, 1982 und 1984 bei Lokomotiv. Mit Burewestnik gewann er auch den European Club Cup 1976. In der United States Chess League spielte Gulko von 2008 bis 2013 für die New Jersey Knockouts, in der spanischen Mannschaftsmeisterschaft spielte er 1996 für CA Marcote Mondariz.